# Paul Mentz (Psychologe)
Paul Ernst Mentz (* 28. März 1869 in Marienwerder, Westpreußen; † nach 1920) war ein deutscher Psychologe und Philosoph.

## Werdegang
Mentz besuchte ab 1877 das Städtische Gymnasium in Danzig und ab 1886, da sein Vater als Ober-Postkassenbuchhalter nach Erfurt versetzt worden war, das dortige Königliche Gymnasium, an dem er 1888 sein Abitur machte.
In den folgenden fünfeinhalb Jahren studierte er in Berlin, München und Leipzig vor allem Philosophie und experimentelle Psychologie. 1895 promovierte er bei Wilhelm Wundt in Leipzig. 1897/98 erfolgte seine Habilitation. Vom Sommersemester 1897 bis zum Sommersemester 1911 lehrte er, mit Unterbrechungen, an der Universität Leipzig.
Der rumänische Philosoph Constantin Rădulescu-Motru schilderte später, wie er durch Paul Mentz das Werk Nietzsches kennenlernte, und beschrieb seinen Kommilitonen wie folgt:

„Während seines Psychologiestudiums an der Universität Leipzig bei Professor Wilhelm Wundt in den Jahren 1891–1893, hörte der rumänische Student zum ersten Mal (1893) von Nietzsche von seinem Kommilitonen Paul Mentz, ‚einer der schweigsamsten Kollegen, aber ein purer Vertreter des germanischen Typus, welcher es später, in seinem kurzen Leben, nur bis zum Privatdozenten an der Universität Leipzig gebracht hat. Als er von Nietzsche sprach, schien es, als ob er mich in ein Geheimnis seiner Seele initiieren wollte‘.“

## Werke
- Die Wirkung akustischer Sinnesreize auf Puls und Athmung. Eine experimentell-psychologische Untersuchung. Leipzig: Engelmann 1895. (Leipzig, Univ., Diss., 1895)
- Untersuchungen zur Psychophysik der Farbenempfindungen am Spectrum. Leipzig: Engelmann 1898. (Leipzig, Univ., Habil.-Schr., 1897)